# Альтештадт 6 (Дюссельдорф)
Альтештадт 6 (нем. Altestadt 6) — жилое здание по улице Альтештадт в Альтштадте Дюссельдорфа (Северный Рейн-Вестфалия, Германия). Памятник истории и архитектуры.

## История
Здание по адресу Альтештадт 6 принадлежал Юнкеру фон Лохаузену. С 1663 года дом перешёл к вдове Пиперс, которая жила в нём со своими сыновьями Вильгельмом и Генрихом и дочерью Агнес. Впоследствии здание было приобретено графом Якобом фон Гамильтоном (Jakob von Hamilton) — казначеем и советник курфюрста Пфальца, а также генерал-лейтенантом конного корпуса курфюрста и комиссаром Нойбурга. Граф и его жена - урождённая Фрайин фон унд цу Вайхс (Freiin von und zu Weichs)- продали дом в 1693 году «члену избирательного суда Пфальца и доктору обоих прав» Иоганну Хуберту Палмеру за 3000 рейнталеров. «Дом тайного советника Палмера» был специально украшен в 1746 году как часть культа земельных правителей. Таким образом, «практически не было повода усомниться в том, что бог поэзии Аполлон через множество символов и стихов или бог огня Вулкан через бесчисленные лучи огня и света лучше всего выразил самое покорное рвение поклонения самым милостивым правителям мира». «Дом был красиво освещен до фронтона более чем 2000 фонариками, в красивом и разноцветном расположении, почти ослепляющем нетерпеливые глаза».За этим последовала череда новых хозяев здания. В 1794 году дом принадлежал придворному советнику, а в 1817 году его купил окружной судья Франц Карл фон Хагенс (умер в 1847 году). Его вдова Амалия фон Хайстер и ее дети продали его торговцу мебелью Генриху Крузингеру, у которого был куплен домовладельцем Зонненом. После этого он перешёл к купцу Энгельберту Кремеру.

## Архитектура
Архитектор Зюльтенфус датирует постройку 1632 годом и описывает здание как «жилые помещения графов Гамильтон». В 1922 году ещё не было представительного фронтона, поэтому главный карниз выглядел «сильнее». Крыша за новым фронтоном угла в тень. Согласно Зюльтенфусу, другие горизонтальные полосы здания были «более точно профилированы». Верхние этажи выполнены в стиле барокко, окна на первом этаже - в готическом: «В отличие от пяти верхних оконных осей, окна на первом этаже имеют готические арки». Согласно Зюльтенфусу, влияние голландцев также заметно: «Входной портал с его  и низким рельефом явственно указывает на голландский романтизм».
Современный специалист по архитектуре Йорг Хаймесхофф датирует постройку 1641 годом. По словам Хаймесхофа, фасад разделен на пять осей и имеет центральный верхний световой люк. Все оконные проёмы облицованы натуральным камнем. Высокий фигурный фронтон был построен в период в 1983-1984 годах в рамках полной реконструкции здания доктором архитектуры Эдмундом Шпором. Образцом послужил остаток старого фронтона на задней части дома. Хаймесгоф отмечает, что когда-то кирпичный фасад был оштукатурен: «Кирпичный фасад, вероятно, не был построен до 1920-х годов. Дом ранее был просто оштукатурен». Погреб дома относится к позднему средневековью: «В доме есть погреб со сводчатым потолком, который всё еще можно отнести к позднему средневековью». По словам Хаймесхофа, это был типичный жилой дом: «Дом является одним из немногих типичных жилых домов, сохранившихся в центре Дюссельдорфа с XVII века».

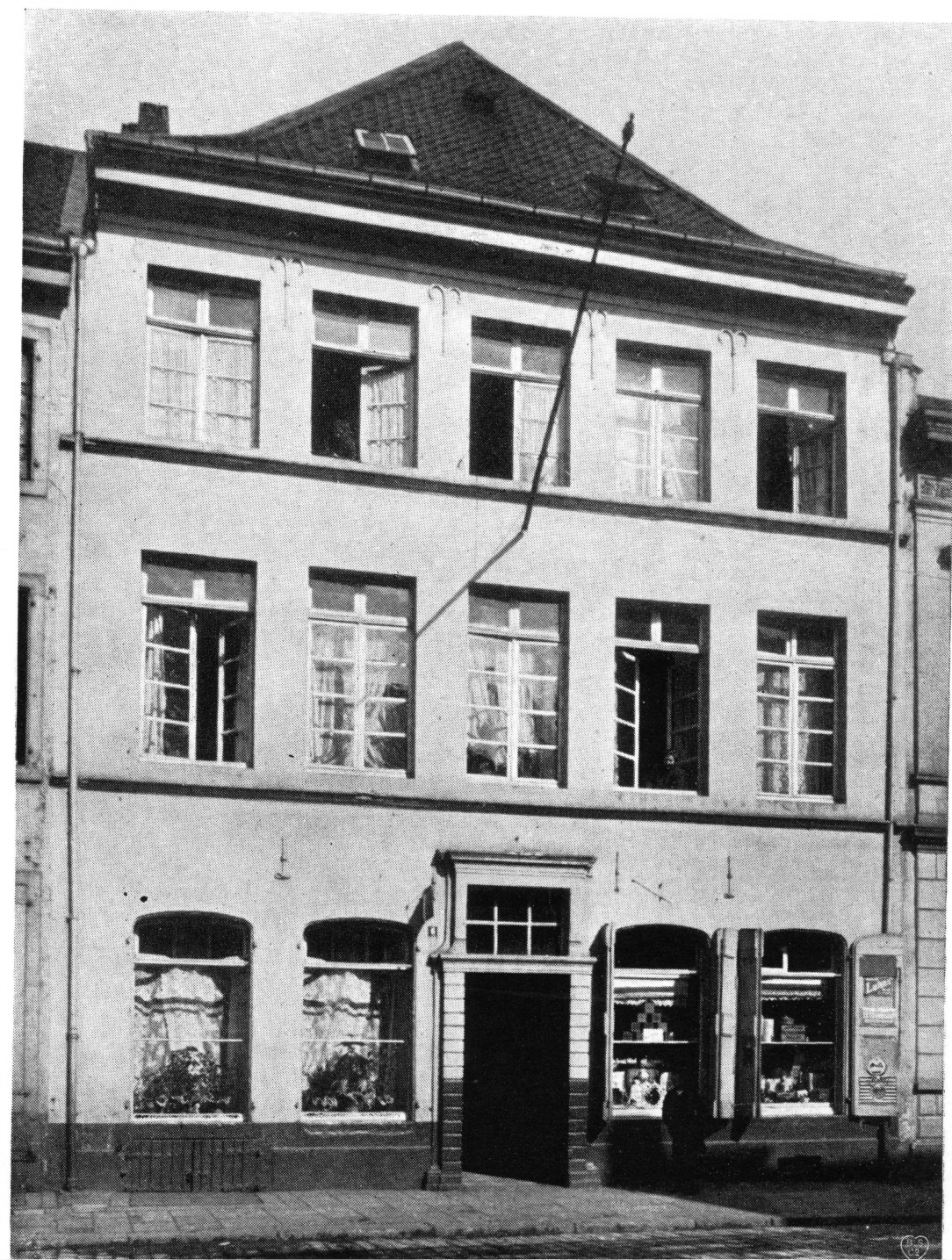
1909 год.
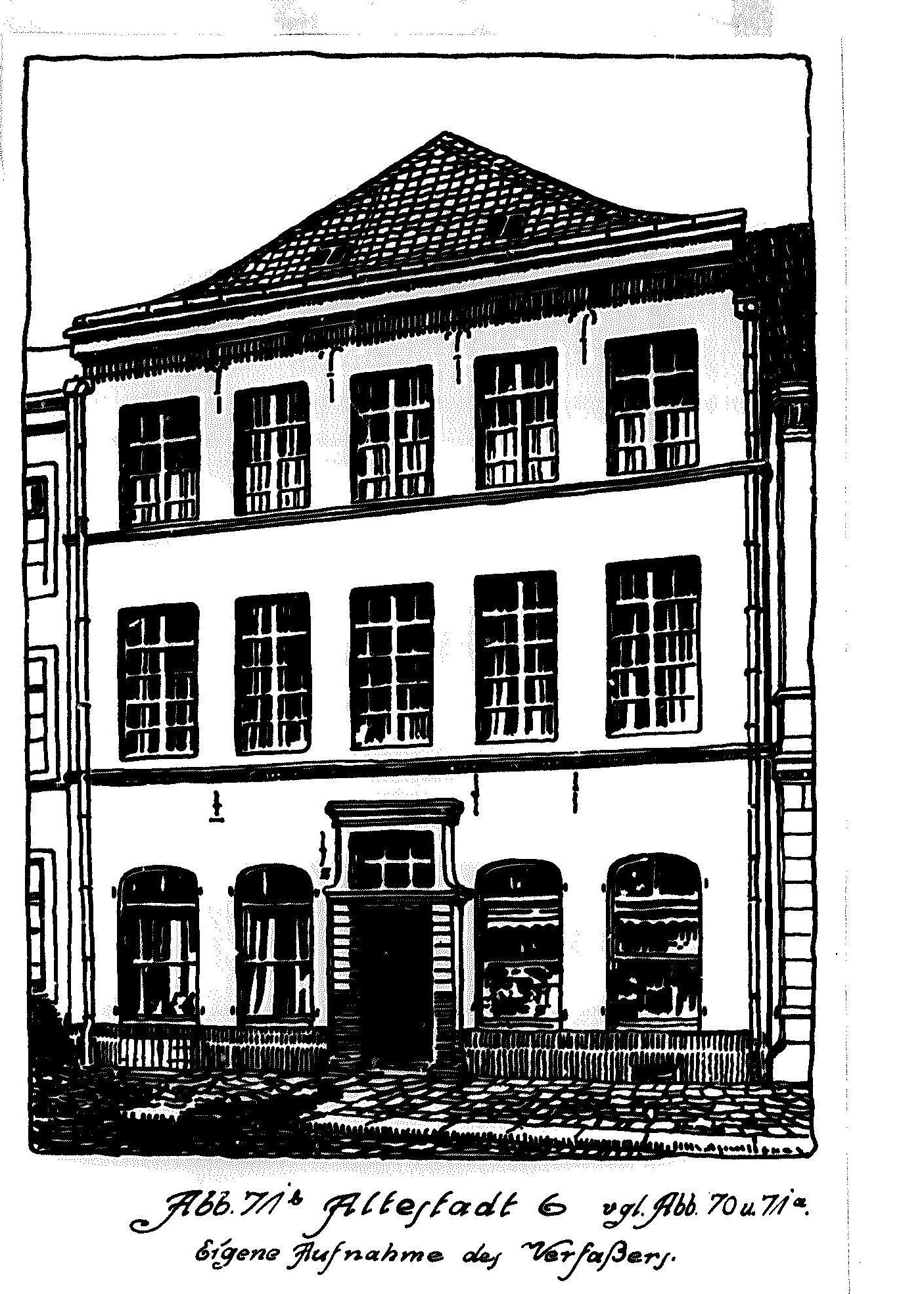
Рисунок 1922 года.
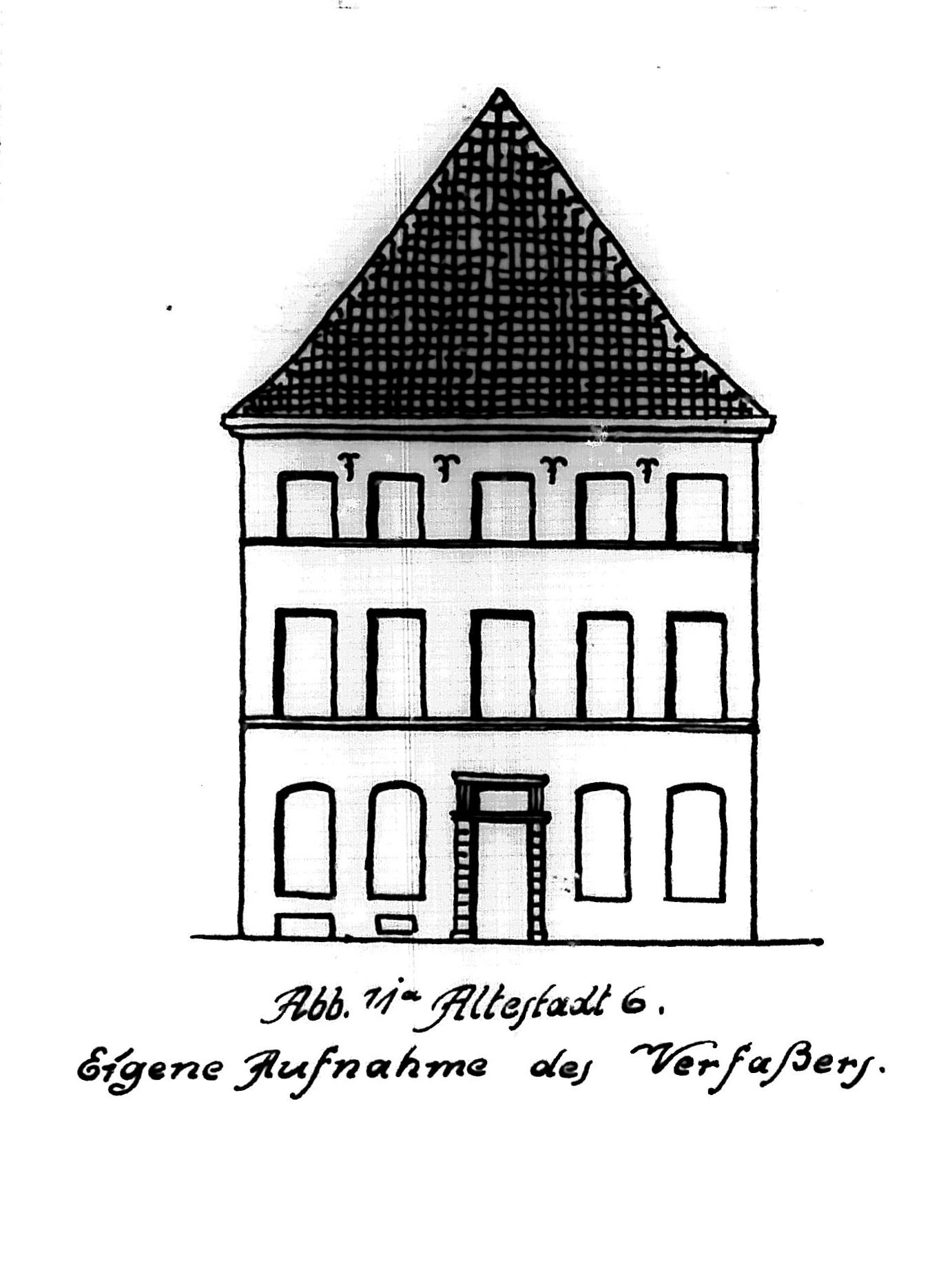
Рисунок 1922 года.

## Современное использование здания
Верхние этажи являются жилыми, а первый этаж используется в качестве выставочного зала. С 2019 года его арендует известный дюссельдорфский скульптор и художник Маркус Люперц для своей художественно-скульптурной экспозиции "Дионис", которая официально откроется осенью 2021 года. Маркус Люперц в 1988-2009 годах занимал должность ректора Художественной академии Дюссельдорфа.

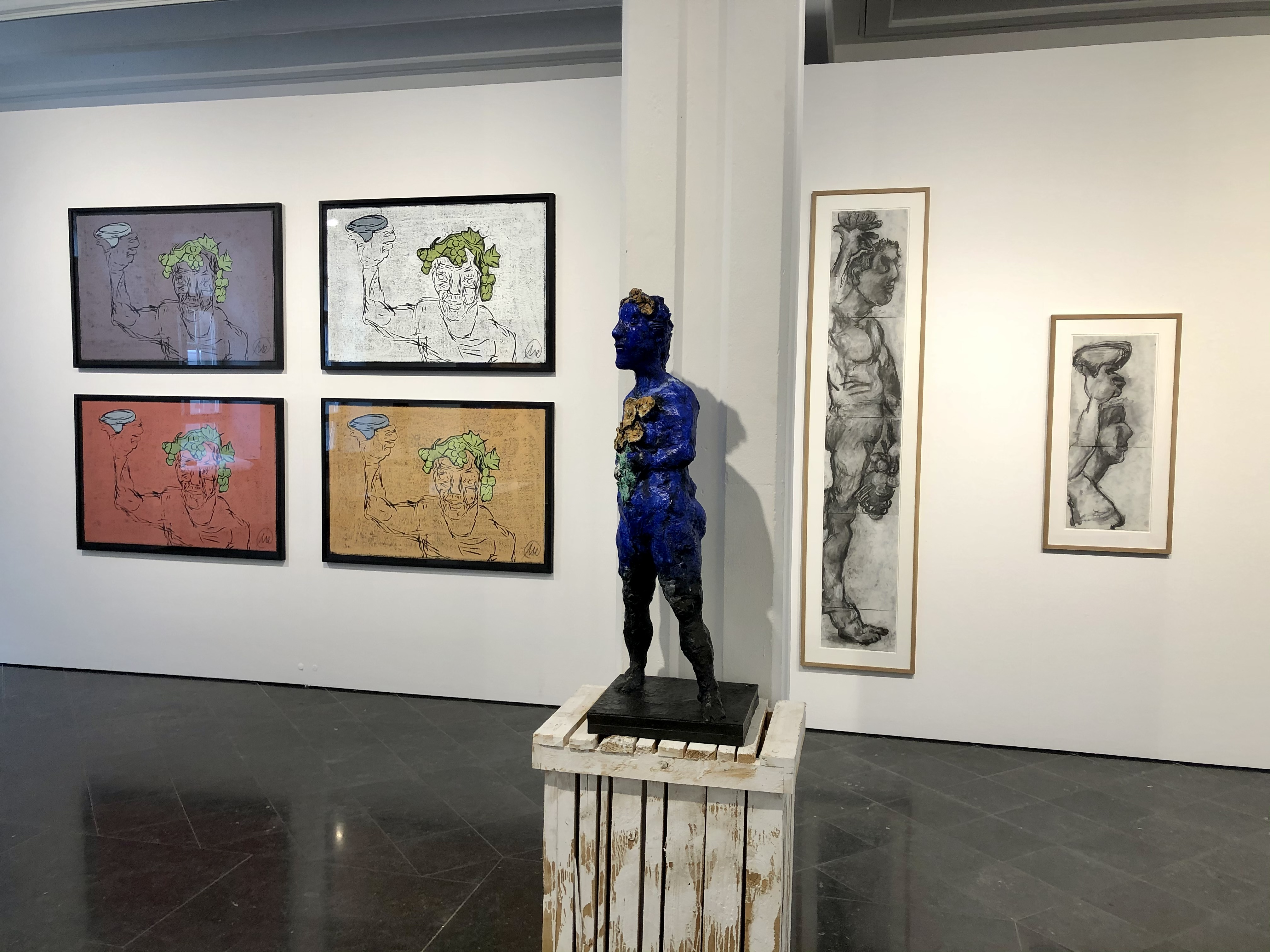
выставочный зал первого этажа 2021 год.
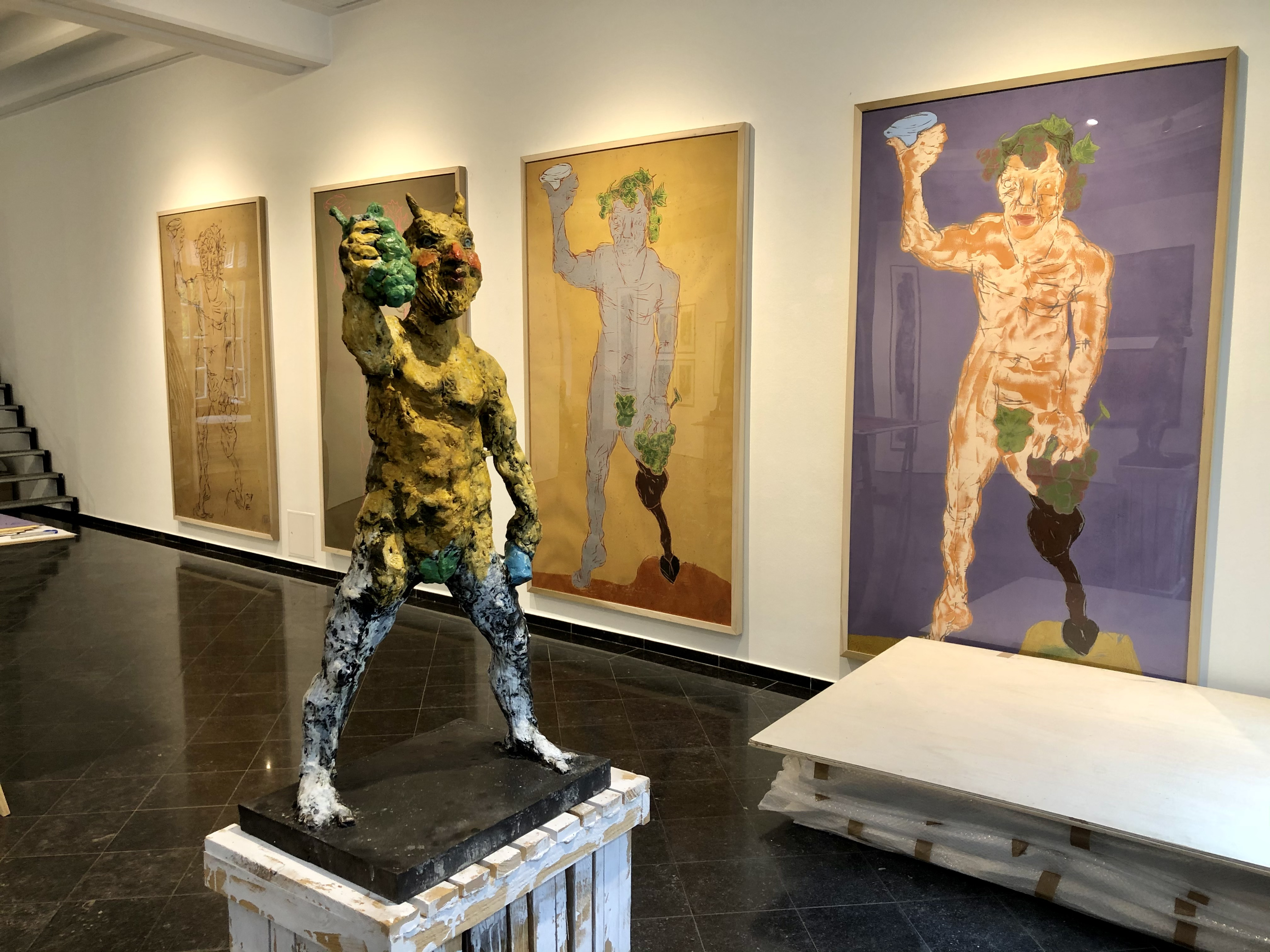
выставочный зал первого этажа 2021 год.
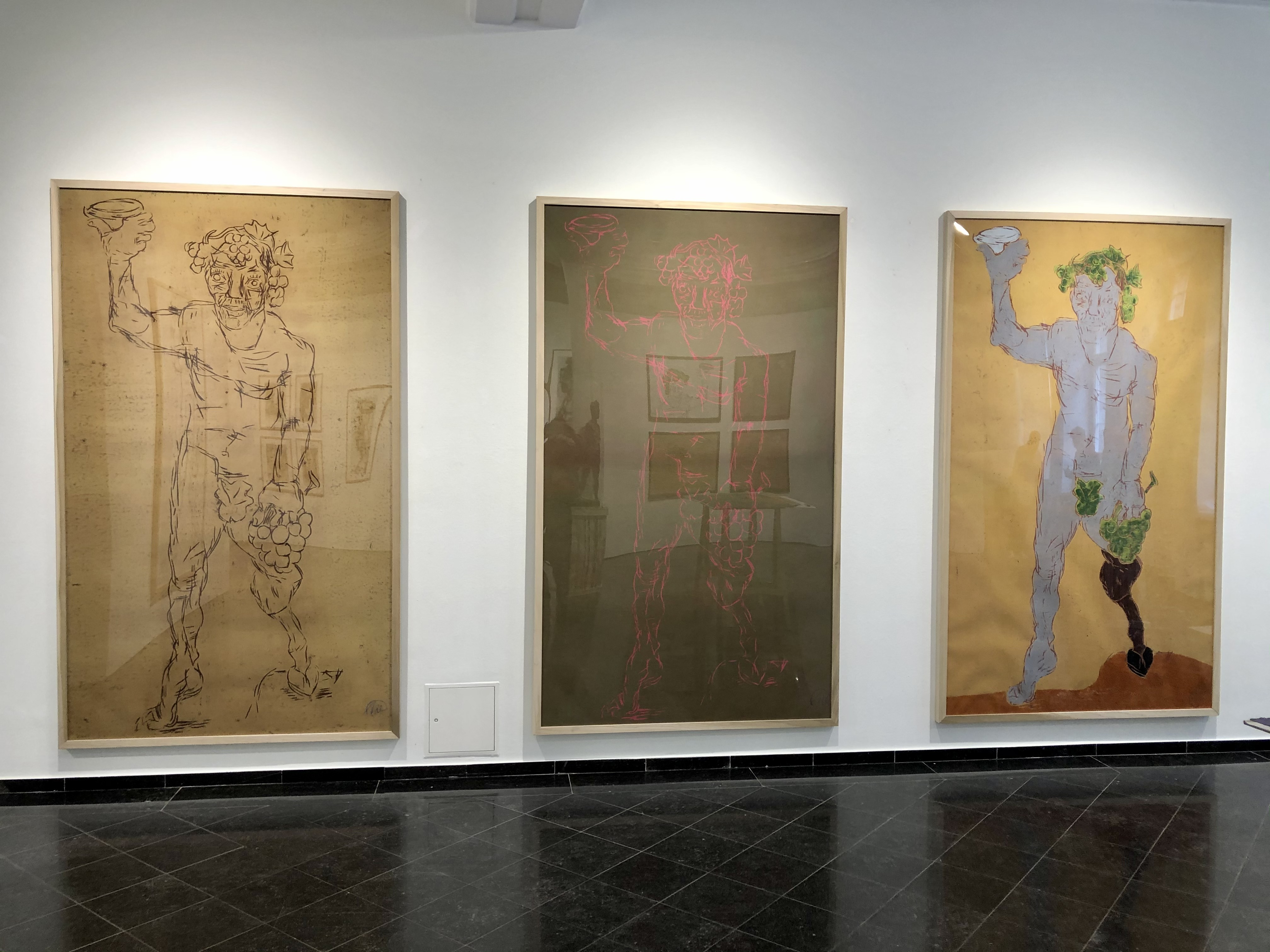
выставочный зал первого этажа 2021 год.

## Памятник истории и архитектуры
Здание №6 по улице Альтештадт в Дюссельдорфе зарегистрировано как памятник истории и архитектуры 1 марта 1982 года. Стиль жилой архитектуры — барокко, время постройки - XVII век. Охранный номер — 05111000 A 62.